# Una pieza inacabada para piano mecánico
Una pieza inacabada para piano mecánico (en ruso: Неоконченная пьеса для механического пианино) es una película dramática soviética de 1977 dirigida por Nikita Mijalkov, quien también es coprotagonista. Está basado en la obra de teatro Platónov de Antón Chéjov.

## Argumento
Algunos miembros de la nobleza se reúnen en una casa en la Rusia rural a principios del siglo XX. A medida que avanza el día, se entrelazan los invitados, y surge la pregunta de hacia dónde llevarán estas nuevas relaciones. El ego y las máscaras que llevan desde un principio, irán cayendo una tras otra para mostrar sus pasiones y temores internos.

## Reparto
- Alexander Kalyagin como Mijaíl Vassilyevich Platonov;
- Elena Solovéi como Sophia Yegorovna;
- Evgeniya Glushenko como Sashenka;
- Antonina Shuranova como Anna Petrovna Voinitseva;
- Yuri Bogatyryov como Serguéi Pavlovich Voinitsev;
- Oleg Tabakov como Pável Petrovich Shcherbuk;
- Nikolai Pastukhov como Porfiri Semyonovich Glagolyev;
- Pavel Kadochnikov como Iván Ivanovich Triletsky;
- Nikita Mijalkov como Nikolái Ivanovich Triletsky;
- Anatoli Romashin como Gerasim Kuzmich Petrin;
- Natalya Nazarova como Verochka;
- Kseniya Minina como Lizochka;
- Sergei Nikonenko como Yakov;
- Sergei Guryev como Petechka (como Seryozha Guryev).

## Premios y nominaciones
| Premio                                     | Fecha | Categoría       | Resultado | Ref(s) |
| ------------------------------------------ | ----- | --------------- | --------- | ------ |
| Festival de San Sebastián                  | 1977  | Concha de Oro   | Ganador   | [ 2 ]  |
| Premio David de Donatello                  | 1977  | Premio Especial | Ganador   | [ 3 ]  |
| Chicago International Film Festival        | 1978  | Sección Oficial | Sí        | [ 4 ]  |
| Muestra Internacional de Cine de São Paulo | 1981  | Sección Oficial | Sí        | [ 5 ]  |